# 216. Infanterie-Division (Wehrmacht)
La 216. Infanterie-Division fu una divisione dell'esercito tedesco attiva durante la seconda guerra mondiale, che venne creata nel 1939 e fu impiegata nella campagna di Francia e sul fronte orientale. Fu disciolta nel novembre 1943 dopo le pesanti perdite subite: Alcuni suoi componenti sopravvissuti confluirono nella 272ª Divisione di fanteria, altri andarono a formare il Divisionsgruppe 216.

## Storia

### Formazione e campagna di Francia
La divisione fu costituita il 26 agosto 1939 e dopo un breve periodo di addestramento, a settembre fu trasferita nell'Eifel per proteggere il confine. Ad ottobre venne trasferita nell'area della Saar-Palatinato prima di passare alla 6. Armee nel Basso Reno. Il 31 gennaio 1940 cedette un reggimento alla 556. Infanterie-Division e a febbraio alcune compagnie dei reggimenti diventarono compagnie di mitragliatrici. All'inizio della campagna di Francia, il 10 maggio 1940, la divisione rimase nella riserva della 6. Armee, per poi unirsi all'offensiva da Anversa. Alla fine di maggio prese parte alla battaglia di Dunkerque, avanzando a est di Furnes fino alla costa della Manica. Durante la seconda fase della campagna, la divisione era di riserva dell'Oberkommando des Heeres e avanzò dietro le linee verso Parigi, venne poi spostata nella zona di Cherbourg  dove fu impiegata per la protezione costiera. Dal maggio 1941 si trovava nella zona tra Argentan e Saint-Lô e nel dicembre dello stesso anno fu trasportata d'urgenza sul fronte orientale.

### Fronte orientale
Sul fronte orientale le unità della divisione furono divise in tre gruppi di combattimento, che combatterono nelle aree di Medy, Rzev, Kirov e Yukhnov. Fu solo nel luglio 1942 che i gruppi di combattimento furono riuniti e la divisione subì gravi perdite tra Bryansk e Orël. Nel dicembre 1942 fu ritirata dal fronte e trasferita nell'area di Spas-Demensk, dove fu rinfrescata e nel gennaio 1943 fu schierata nuovamente nell'area a sud di Rzev e a febbraio nella zona a sud di Orël, dove rimase fino a giugno. Dopo l'inizio dell'offensiva sovietica nel luglio 1943, dovette ritirarsi dall'area di Gomel. La divisione fu sciolta il 17 novembre 1943; lo stato maggiore e alcuni reggimenti furono utilizzati per costituire la 272. Infanterie-Division, mentre le restanti unità formarono il Divisionsgruppe 216, che operò nell'area tra Pripet ed il Narew sotto il comando della 102. Infanterie-Division.

### Divisionsgruppe 216
Il Divisionsgruppe 216 fu formato il 12 novembre 1943 con la 2. Armee nella Russia centrale; il gruppo era formato dai resti della 216. Infanterie-Division e dopo la sua formazione venne schierato sotto la 102. Infanterie-Division a Pripyt. Il gruppo è stato successivamente schierato vicino a Brėst e al Narew, dove il gruppo venne rinominato Grenadier Regiment 216 alla fine del 1944.

## Ordine di battaglia
216. Infanterie-Division 1939
- Infanterie-Regiment 348
- Infanterie-Regiment 396
- Infanterie-Regiment 398
- Artillerie-Regiment 216
- Pionier-Bataillon 216
- Panzerabwehr-Abteilung 216
- Aufklärungs-Abteilung 216
- Infanterie-Divisions-Nachrichten-Abteilung 216
- Infanterie-Divisions-Nachschubtruppen 216

216. Infanterie-Division 1942
- Infanterie-Regiment 348
- Infanterie-Regiment 396
- Infanterie-Regiment 398
- Artillerie-Regiment 216
- Pionier-Bataillon 216
- Schnelle Abteilung 216
- Infanterie-Divisions-Nachrichten-Abteilung 216
- Infanterie-Divisions-Nachschubtruppen 216

## Decorazioni
Alcuni soldati della 216. Infanterie-division furono premiati per le loro azioni in guerra:
- Croce Tedesca
  - in oro: 2
- Croce di Cavaliere della croce di ferro: 5[3]

## Comandanti
- Generalleutnant Hermann Böttcher (26 agosto 1939 - 8 settembre 1940)
- Generalleutnant Kurt Himer (8 settembre 1940 - 1° aprile 1941)
- General der Infanterie Werner Freiherr von und zu Gilsa (1° aprile 1941 - 7 maggio 1943)
- General der Infanterie Friedrich-August Schack (7 maggio 1943 - 3 ottobre 1943)
- Generalleutnant Egon von Neindorff (3 ottobre 1943 - 20 ottobre 1943)
- Generalmajor Gustav Gihr (20 ottobre 1943 - 17 novembre 1943)[1]